# Aveyron
Aveyron (IPA: [avɛˈʁɔ̃]; okcitánul: Avairon) a 83 eredeti département egyike, amelyeket a francia forradalom alatt 1790. március 4-én hoztak létre.

## Elhelyezkedése
Franciaország déli részén terül el, Okcitánia régió (2015 végéig Midi-Pyrénées régió) része. A megyét keletről Lozère és Gard, délről Hérault, nyugatról Tarn, Tarn-et-Garonne és Lot északról pedig Cantal megyék határolják. Legmagasabb pontja Le Signal de Mailhebiau az 1469 méteres magassággal.

## Települések
A megye legnagyobb városai 2011-ben:
| Település                | Népesség |
| ------------------------ | -------- |
| Rodez                    | 23 794   |
| Millau                   | 21 626   |
| Villefranche-de-Rouergue | 12 124   |
| Onet-le-Château          | 11 084   |
| Saint-Affrique           | 8 288    |
| Decazeville              | 6 012    |
| Luc-la-Primaube          | 5 709    |
| Capdenac-Gare            | 4 457    |
| Espalion                 | 4 341    |
| Aubin                    | 4 044    |

## Galéria

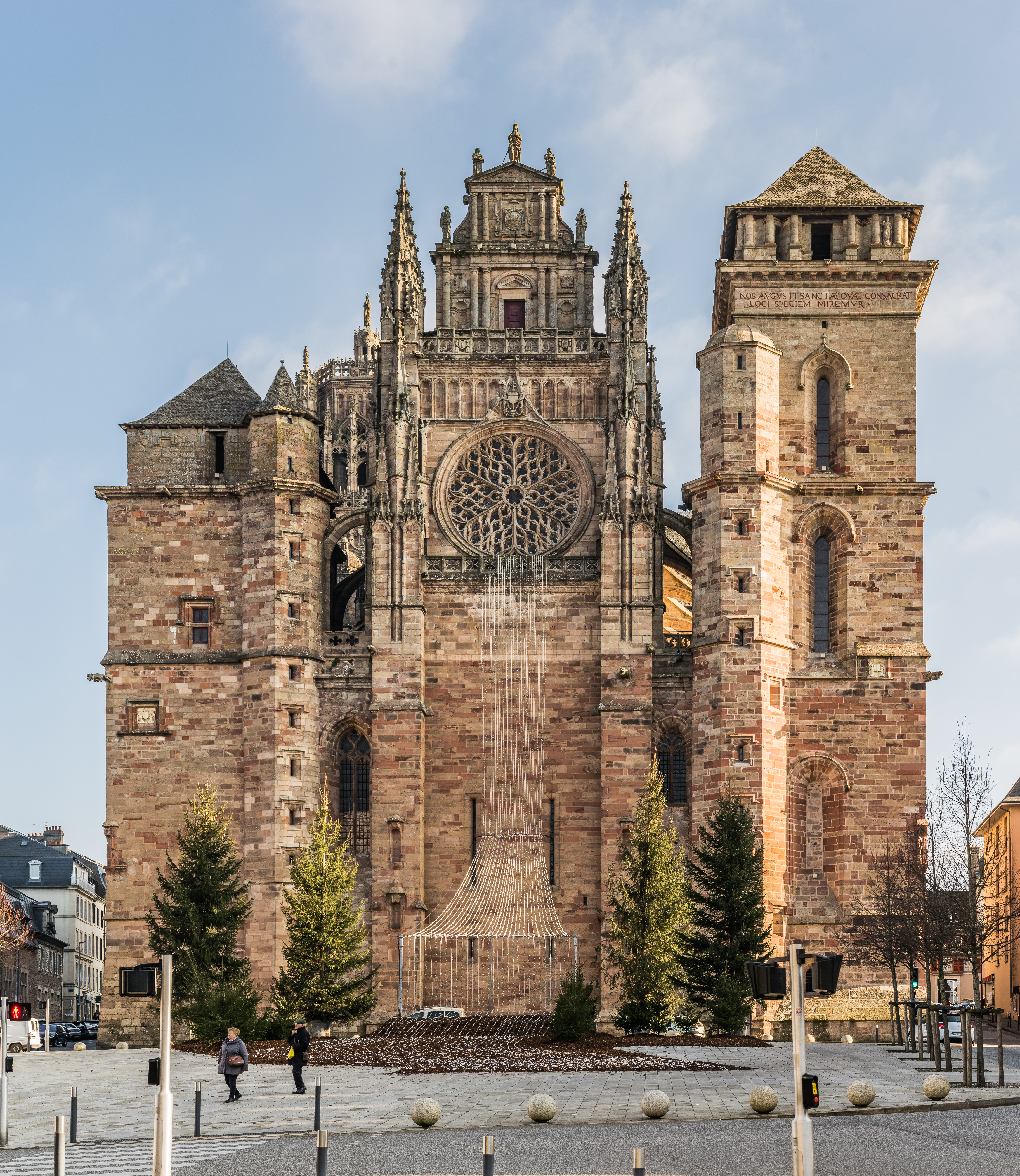
Rodez
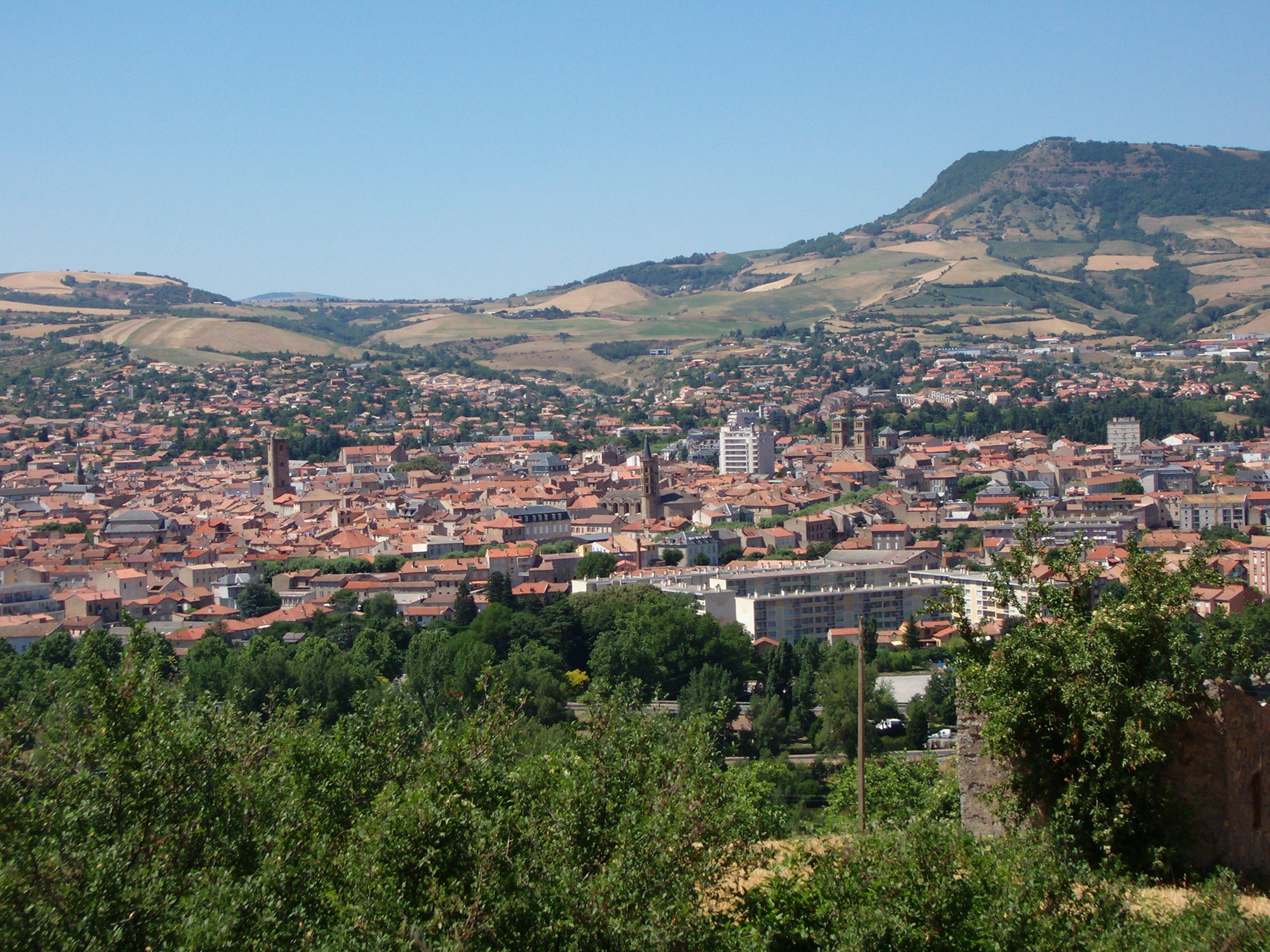
Millau
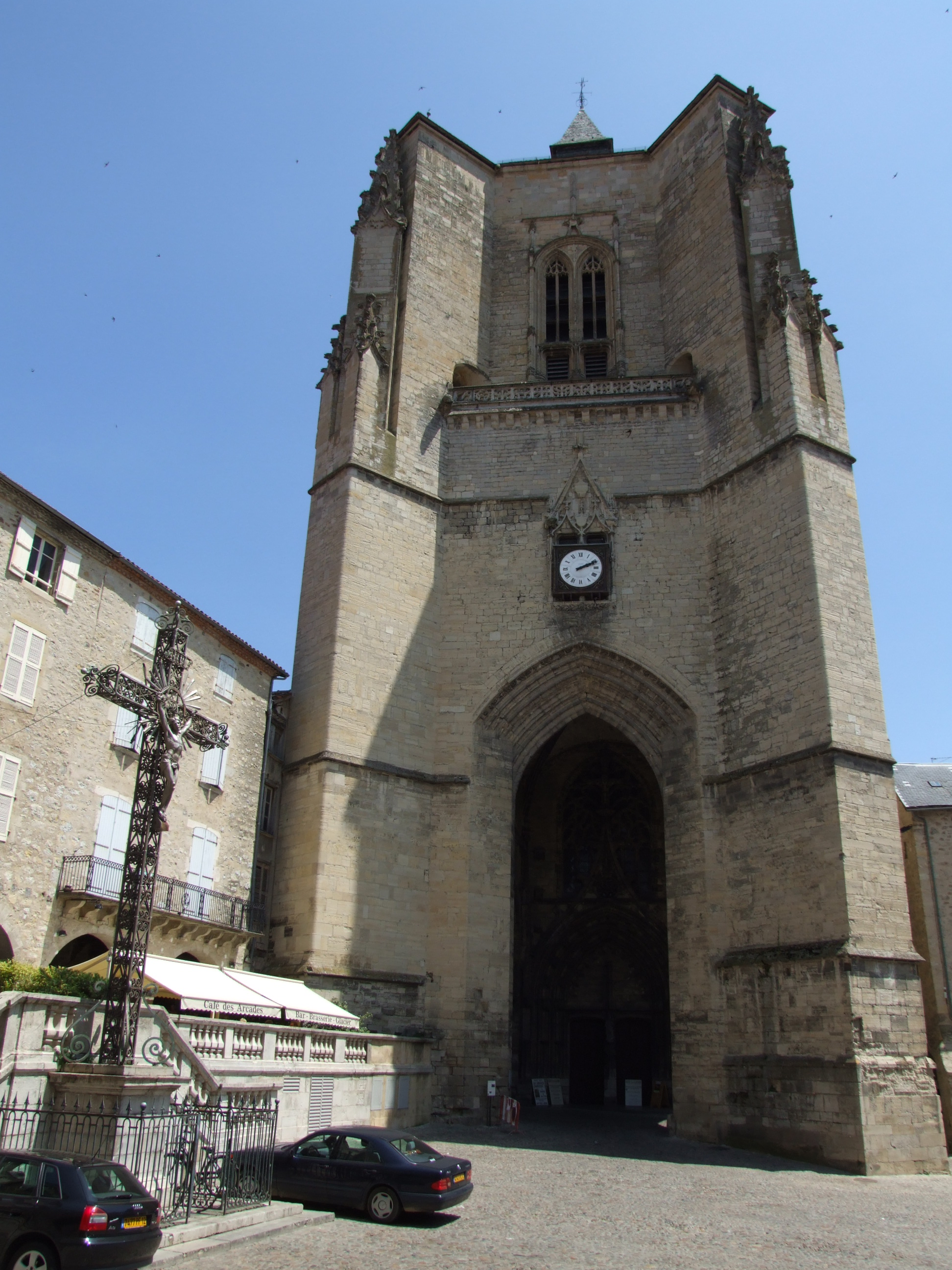
Villefranche-de-Rouergue
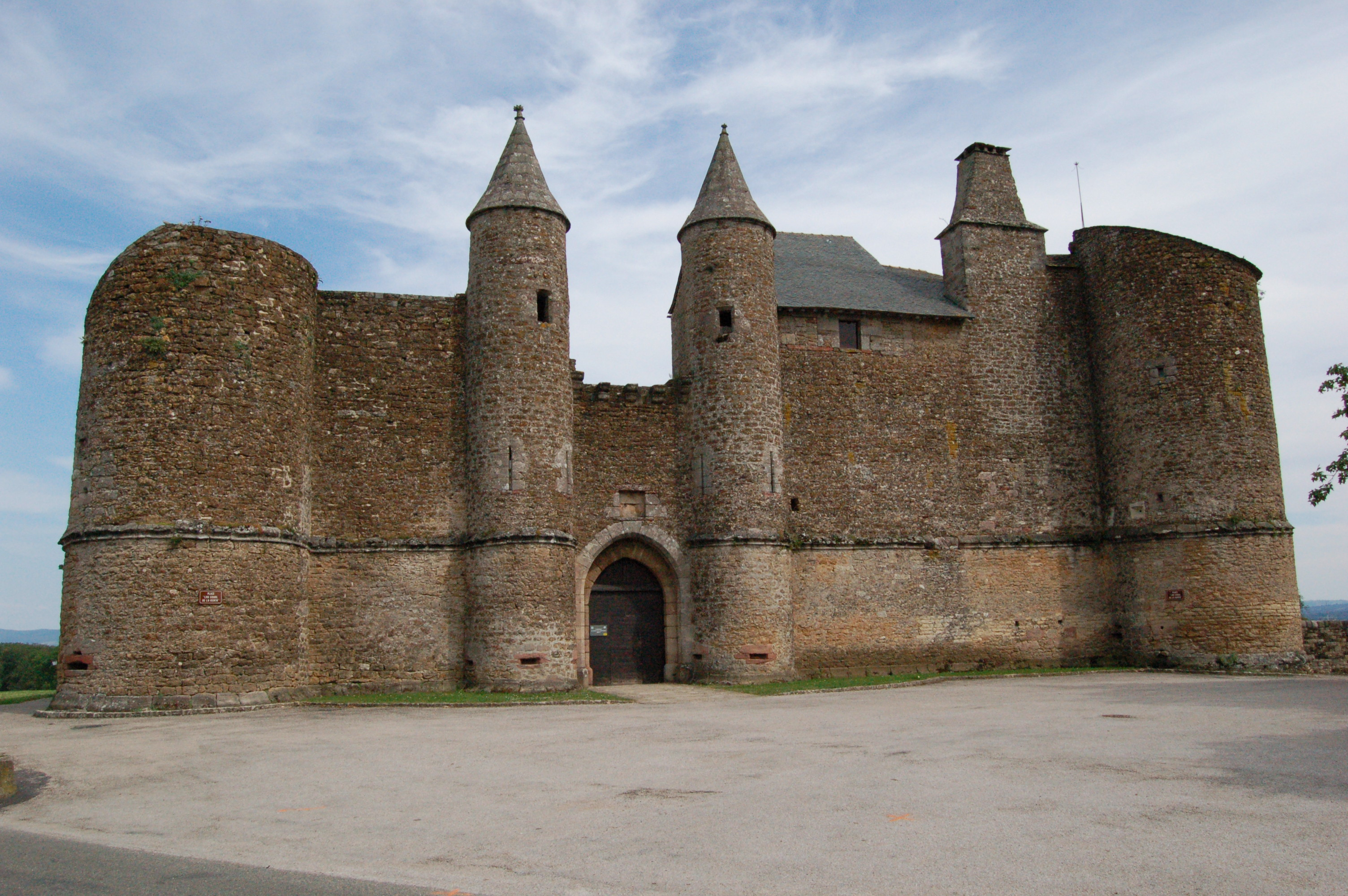
Onet-le-Château